# NGC 6243
NGC 6243 (другие обозначения — UGC 10591, MCG 4-40-4, ZWG 139.13, PGC 59161) — спиральная галактика (Sa) в созвездии Геркулес.
Этот объект входит в число перечисленных в оригинальной редакции «Нового общего каталога».